# 李可及
李可及是唐朝中後期著名的宮內伶官，官至威衛將軍。李可及擅於音律、滑稽的表演、同時也是個極具才華的舞蹈編導，深得唐懿宗的欣赏。著名的代表作有《嘆百年舞曲》和《菩薩蠻舞》。而李可及在三教論衡的演繹也相當具有代表性，他巧妙地以諧音將儒、釋、道教中的名句改作他意，得出三教至尊皆為女人的結論，成功達到「戲三教」的詼諧之效。

## 生平

### 音樂、舞蹈
李可及在音樂上的造詣受到時人的賞識，特別是其音辭曲折，能使聽者忘記疲倦。長安城裡的人都爭相效仿，並將其稱為“拍彈”。
唐咸通十二年（871年），同昌公主去世，懿宗和郭淑妃哀痛不已，懿宗極盡奢華鋪張的為愛女舉行葬禮， 隨葬的衣服和器具每樣都一百二十輿，用精美錦缎裝飾儀仗和陪葬品，送葬隊伍「輝煥二、三十餘里」。宮廷樂工李可及趁機進獻《嘆百年曲》，據聞此曲「聲詞哀怨，聽之莫不淚下，更教數十人作歎」。李可及又將這首樂曲編成舞蹈，取出皇宮內庫的珠寶，做成各種首飾，讓舞者數百人穿戴珠翠盛妝，又用寬大的綢子八百匹，當作地毯並畫上魚龍花紋，作為布景。曲終樂止，歌詞曲調淒涼悱惻，聽到的人無不涕泗橫流。
晚唐人民生活困苦，而懿宗卻非常迷信佛教。李可及為討好皇帝，創作的《菩薩蠻舞》，在安國寺表演，就如同真佛降臨一般，讓懿宗相當喜愛。

### 戲三教
咸通年間，唐懿宗在延慶節講論三教，當和尚、道士講誦經文完畢，輪到優伶演戲時。李可及穿上儒生的寬袍衣帶，登上座位，宣稱自己可以縱論儒、釋、道三教。座中一人問道：「既然你說能博通三教，那釋迦如來是什麼人？」李可及回答:「是個女人。」提問的人驚訝道：「為什麼呢？」李可及回答:「《金剛經》所提『敷(夫)坐而坐』，如果如來不是女人，何必要先讓丈夫坐下來呢？」懿宗皇帝聽到此，微微一笑。
提問的人又問道：「那麼太上老君是什麼人？」李可及回答道:「也是女人。」那人更加不明白了，李可及於是說：「《道德經》提到『吾有大患，為吾有身，及吾無身，吾有何患？』如果太上老君不是女人，又何須害怕有身孕(娠)呢？」懿宗皇帝大悅。
又問：「孔子是什麼人呢？」李可及回答道:「也是女人」提問的人說:「你怎麼知道孔子也是女人？」李可及說:「《論語》說『沽之哉，沽之哉，我待價(嫁)者也』，如果不是女人，為什麼要等待出嫁呢？」懿宗皇帝非常高興，賞賜豐厚予李可及。第二天，授予他環衛員外的官職。

### 榮寵至衰
李可及在進獻《嘆百年舞曲》後深得唐懿宗的歡心，從最初的都都知，很快得到加官晋爵，官至威衛將軍，當時鮮少有人敢說李可及的不是，曹確卻堅持上奏，以貞觀年間的舊事奉勸唐懿宗，授予李可及別的官職，但懿宗不聽從他的勸告。而懿宗皇帝也經常給予李可及特殊賞赐。有一天，李可及因他兒子娶妻而請假，唐懿宗派一個太監擔著兩個銀盒來到府上，每個銀盒有兩尺多高。李可及原本以為盒裡會是酒、米之類的。等到打開盒蓋一看，裡面竟全是金玉珠寶。懿宗皇帝還賞賜李可及一隻高大的銀麒麟，李可及便用官庫的官車運回府中。為人耿直的西門季玄看到後說：「今日受到皇上的賞賜用官車運回家中，改日被抄家，也得用官車再將銀麒麟運回宮中內庫。這並非受賞，而是白白地勞累牛罷了！」
唐懿宗駕崩後，唐僖宗即位，宰相崔彥昭上疏請求驅逐李可及，將其流放嶺表。過去懿宗皇帝賞賜予李可及的珍寶，全部被查抄運回宮中內庫。有識之士說：「西門季玄有先見之明啊！」。